# Riacei bronzszobrok

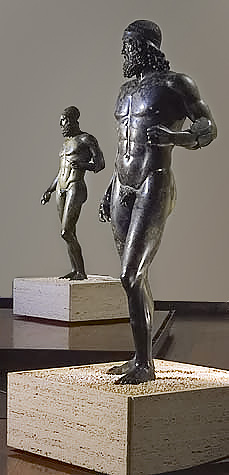
A riacei bronzszobrok

A riacei bronzszobrok (olaszul bronzi di Riace) két teljes alakos ókori bronzszobor, melyet Riace mellett talált meg 1972. augusztus 16-án Stefano Mariottini, egy római vegyész, aki vakációját töltötte a vidéken. A két görög harcost vagy királyt esetleg mitológiai alakokat vagy ókori sportolókat ábrázoló szobrokat valószínűleg az i.e. 5-4 században öntötték. Firenzében tizenkét évig restaurálták a némileg sósvíz-ette szobrokat, és most a Reggio Calabriai múzeum különtermében állnak.

## Külső hivatkozások
- Tovább pusztulnak a riacei bronzszobrok (magyar nyelven). Múlt-kor történelmi portál, 2012. március 5. (Hozzáférés: 2018. január 20.)